# Cassiope hypnoides
Cassiope hypnoides (L.) D.Don, 1834 è una pianta della famiglia delle Ericacee con areale circumpolare.

## Tassonomia
In passato questa entità veniva inquadrata come unica specie del genere Harrimanella (H. hypnoides) e della sottofamiglia Harrimanelloideae, in atto non più accettata.